# Beta2-mimetyki
Beta2-mimetyki, leki β-adrenergiczne – grupa leków działających agonistycznie w stosunku do receptorów β2 zlokalizowanych w ścianach dróg oddechowych. Są wykorzystywane w terapii astmy oskrzelowej, przewlekłej obturacyjnej choroby płuc oraz innych chorób przebiegających z obturacją w drogach oddechowych.

## Mechanizm działania
Beta2-mimetyki wybiórczo pobudzają receptory β2 w oskrzelach, aczkolwiek wykazują także niewielkie działanie poza układem oddechowym. 
Lek wiąże się z receptorem, co powoduje odłączenie podjednostki a (Gs) i w efekcie aktywację cyklazy adenylowej. Prowadzi to do konwersji ATP i powstania cAMP. aAMP aktywuje kinazy PKA i PKG. Następstwem jest reakcja kaskadowa powodująca w zależności od umiejscowienia receptorów β2 różne skutki.
Pobudzenie receptorów β powoduje:
- rozkurcz oskrzeli
- zahamowanie proliferacji mięśni gładkich
- stymulację wydzielania czynnika rozkurczowego w nabłonku dróg oddechowych oraz nasilenie transportu jonowego tamże
- zwiększenie wydzielania śluzu oraz przyspieszenie ruchu rzęsek, co prowadzi do zwiększenia oczyszczania oskrzeli ze szkodliwych substancji
- hamowanie uwalniania acetylocholiny
- zmniejszenia uwalniania neuropeptydów
- uszczelnienie śródbłonka
- poszerzenie naczyń
- zwiększenie resorpcji płynu przez pneumocyty typu I oraz wydzielania surfaktantu przez pneumocyty typu II
- hamowanie uwalniania PAF, PGD2, LTC4, LTD4, ECP, enzymów lizosomalnych, reaktywnych form tlenu

## Czas działania

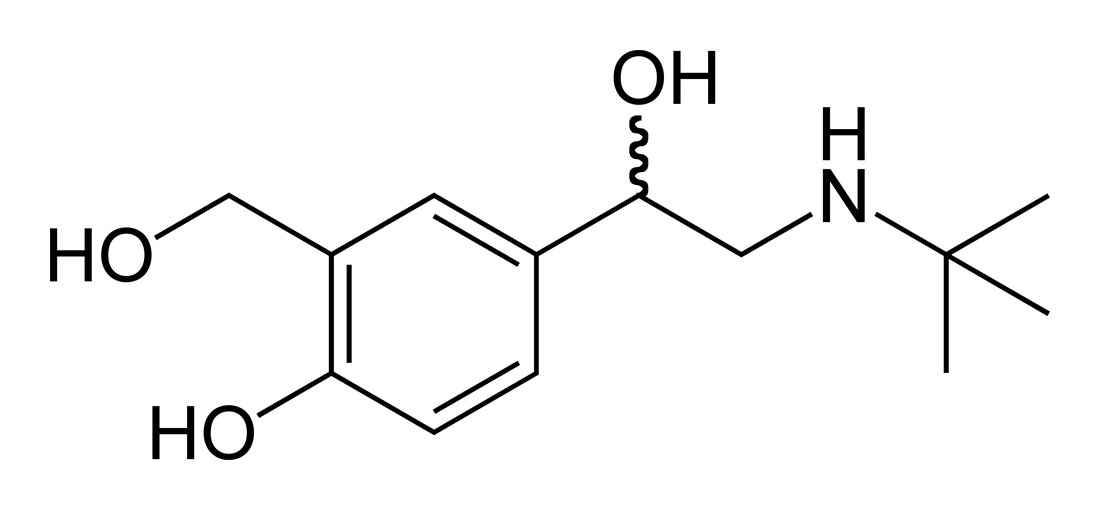
Salbutamol

Beta2-mimetyki dzieli się na krótko- (4-6 h) (SABA) i długodziałające (> 12 h) (LABA). Za dłuższy czas działania odpowiada większa lipofilność, wysokie powinowactwo do receptora oraz duża siła pobudzania.

## Zastosowanie
Beta2-mimetyków używa się w terapii chorób układu oddechowego przebiegających ze skurczem dróg oddechowych, głównie w astmie i POChP. Salbutamol znajduje także zastosowanie w szybkim obniżeniu zagrażającej życiu hiperpotasemii. Wśród wskazań niezarejestrowanych w Polsce wymienia się również zahamowanie czynności skurczowej macicy w przypadku zagrażającego porodu przedwczesnego. Wbrew powszechnemu przekonaniu, zastosowanie Beta2-mimetyków nie powoduje zniesienia obrzęku gardła i krtani (np. w przebiegu tzw. krupu krtaniowego lub reakcji anafilaktycznej), ponieważ receptory β2 nie są zlokalizowane w tych narządach.

## Działania niepożądane
Leki te są stosowane głównie drogą wziewną. Taka droga podania minimalizuje potencjalne efekty uboczne. Mimo tego, że obecnie stosuje się leki wybiórcze w stosunku do receptora β2, wykazują one także słaby efekt ogólnoustrojowy.
Podczas stosowania β2-mimetyków mogą wystąpić: tachykardia, drżenie mięśni szkieletowych, hipokaliemia, wzrost stężenia kwasu mlekowego w osoczu, bóle głowy, hiperglikemia, wydłużenie skorygowanego odstępu QT.

## Dawkowanie
Formy krótkodziałające stosuje się głównie doraźnie w celu opanowania napadu duszności. Formy o przedłużonym czasie działania podaje się 2 razy dziennie w monoterapii lub w skojarzeniu z innymi lekami.